# بويد ألكسندر
بويد ألكسندر(بالإنجليزية: Boyd Alexander)‏ كان ضابط في الجيش البريطاني الإنجليزي، المستكشف وعالم الطيور - الكسندر بويد (16 يناير 1873-2 أبريل 1910 ), وُلد في كرانبروك، كينت، إنجلترا.
وكان اللفتنانت بويد فرانسيس الكسندر الابن الأكبر لللفتنانت كولونيل الكسندر فرانسيس بويد. من جانب الدته كان حفيد ديفيد ويلسون مؤسس واحد من أكثر الفنادق شهرة في الهند، والفنادق الشرقية العظمى في كالكوتا.
كان الفريق الكسندر عضوا في البعثة التي سافرت عبر جميع أنحاء أفريقيا من النيجر إلى النيل، لاستكشاف منطقة بحيرة تشاد. ورافق الكسندر شقيقه الكابتن كلود وجوسلينج وخوسيه لوبيز. في فبراير 1904 انطلقوا من منبع نهر النيجر، ومن ثم السفر نحو المصدر إلى Lokoja. توفي كلود في أكتوبر من الحمى المعوية بعد إجراء مسح لمنطقة مورشيسون. استكشف بويد وجوسلينج محيط بحيرة تشاد. في عام 1908 حصل على الميدالية الذهبية من الجمعية الجغرافية الملكية «لرحلته ثلاث سنوات في جميع أنحاء أفريقيا من النيجر إلى النيل».
أبحر الكسندر لوبيز وقرر العودة إلى أفريقيا في عام 1909. زاروا قبر كلود عند Maifoni في برنو ثم واصل Ouadai. قتل بويد في نزاع مع السكان المحليين بالقرب من نيري. تم العثور على جثته من قبل الجنود الفرنسيين ودفن بجوار شقيقه في Maifoni.